# Eulepidotis juncida
Eulepidotis juncida är en fjärilsart som beskrevs av Achille Guenée 1852. Eulepidotis juncida ingår i släktet Eulepidotis och familjen nattflyn. Inga underarter finns listade i Catalogue of Life.